# نايتسبريدج
نايتسبريدج (بالإنجليزية: Knightsbridge)‏ هي منطقة سكنية وتجارية في وسط لندن [الإنجليزية]، جنوب هايد بارك. تعرف بصفتها واحدةً من مراكز التجزئة الكبرى في لندن بجانب الطرف الغربي.

## التاريخ

خريطة تُظهر جناحين في نايتسبريدج في وستمنستر متروبوليتان بورو (إلى الغرب) كما ظهرت في عام 1916.

نايتسبريدج كانت قرية تقع في المقام الأول في أبرشية سانت مارغريت (منفصلة) وجزئيا في سانت مارتن في الحقول (الجزء الذي أصبح في وقت لاحق مربع سانت جورج هانوفر). كما امتدت إلى أبرشيات كنسينغتون وتشيلسي. ولذلك تم تقسيمها بين السلطات المحلية منذ وقت مبكر جدا.
في زمن إدوارد الأول، كان قصر نايتسبريدج منضم إلى دير وستمنستر. سميت المنطقة بعد عبور نهر ويستبورن، الذي هو الآن نهر تحت الأرض. ولقد سُجل أنّ مواطني لندن التقو ماتيلدا إنكلترا في نايتسبريدج عام 1141. [الحاجة إلى الاستشهاد]

من 1885 إلى 1887، ونتيجة لفتح التجارة بين بريطانيا والشرق الأقصى، استضافت قاعة همفريز في نايتسبريدج معرضا للثقافة اليابانية في بيئة بنيت لتشبه قرية يابانية تقليدية. وقد كان المعرض يحظى بشعبية كبيرة، حيث حضر أكثر من 250,000 زائر خلال أشهره الأولى. وضح الحرفيون اليابانيون «آداب وعادات وصناعات فنية في بلادهم، وأزياءهم الوطنية الخلابة. تم تزيين وإضاءة معبد بوذي بشكل رائع. شاي الساعة الخامسة في البيت الشاي اليابانية. الموسيقى اليابانية وغيرها من وسائل الترفيه. الحياة اليومية كما هو الحال في اليابان». حضر و. س. جيلبرت وزوجته المعرض، الذي يقال إنه ألهمه لكتابة الميكادو. [الحاجة إلى الاستشهاد] عندما طلب ميكادو من كوكو عنوان ابنه (ناكي بو) بعد أن أخبر كوكو ميكادو أن ناكي بو قد ذهب إلى الخارج، رد كوكو أن ناكي بو قد ذهب إلى نايتسبريدج.

خريطة تبين أقسام نايتسبريدج لوستمنستر متروبوليتان بورو في 1916.

## المسمى
كان نايتسبريدج معروفًا تاريخيًا في الساكسونية والإنجليزية القديمة باسم سنيخت بريج (حوالي عام 1050)؛ نخت بريج (1235)؛ سينختا بروج (القرن الثالث عشر)؛ ونيكتس بروج 1364، وهذا هو «جسر الشباب أو الخدم».
هناك أيضًا نظرية مفادها أن الجسر ربما تم استخدامه من قبل السكان الأثرياء، «الفرسان والسيدات» بدلاً من عامة الناس، وأن المنطقة كانت تستخدم كمكان للقاء للشباب المحليين - حيث كان مصطلح «الفارس» مصطلحًا عاميًا عن «الفتى». حتى الاسم الأصلي للمنطقة خضع للتدقيق حيث جادل البعض بأنه كان يسمى «نايتسبريج» بينما يعتقد البعض الآخر أنه كان «كينيس برايج».

## الاقتصاد
نايتسبريدج هي بيت للمتاجر الفخمة والراقية، وتتضمن متاجر مثل هارودز وهارفي نيكولز بالإضافة إلى المخازن الرئيسية للعديد من الماركات البريطانية والعالمية بما في ذلك دور الأحذية الراقية مثل جيمي تشو وبرادا ومانولو بلانيك.

### وان هايد بارك
في فبراير 2007، تم بيع أغلى شقة في العالم في وان هايد بارك على الخارطة بمبلغ 100 مليون جنيه إسترليني، واشتراها أمير قطري، وشقة أخرى في نفس المكان في فبراير 2009، بنفس السعر تقريبًا، تم شراؤها من قبل أمير قطري. شقق من هذا العنوان الآمن والمثالي، تعادل ما يزيد عن 4000 جنيه إسترليني للقدم المربع (43000 جنيه إسترليني للمتر المربع).

### الممتلكات
تم تحديد الأرض في نايتسبريدج في الغالب من قبل مدينة وستمنستر (وبواسطة كينسينغتون وتشيلسي، حيث تم تضمين أجزاء برومبتون السابقة) باعتبارها مناطق حماية تخضع لقانون التخطيط المعزز: «بوابة ألبرت» و «بلجرافيا» و «نايتسبريدج» و «نايتس بريدج». يجب تقديم العقارات هنا من قبل المطورين كشقق أو منازل مجددة تلبي المتطلبات المعمارية المعززة في سياسة مناطق الحفظ المحلية للخطة المحلية. أدى الطلب المتزايد منذ عام 2000 إلى إقناع السلطة بمراجعة سياساتها التخطيطية للسماح بتدرجات الأسطح وتمديدات الطابق السفلي، للمرافق السكنية من أجنحة الترفيه إلى النوادي الليلية الخاصة، وهي درجة من التحرير الاقتصادي وثقتها صحيفة غير شعبية في عام 2008.
إن ملاك الأراضي الأساسيين في الشوارع القليلة التي تشكل، دون أي نزاع، نايتسبريدج هم دوق وستمنستر، اللورد كادوجان وويلكم ترست مع أقلية من الملكيات الحرة للمنازل في كل شارع تباع للآخرين. تشكل مباني إحياء الملكة آن المبنية من الطوب الأحمر معظم عقارات كادوجان، في حين توجد معظم المنازل ذات الواجهة الجصية البيضاء في عزبة جروسفينور، التي صممها المهندس المعماري توماس كوبيت.

## الجريمة والإرهاب
لقرون، كانت المنطقة تشتهر بمطاردة رجال الطرق السريعة واللصوص والسفاحين الذين يستهدفون المسافرين على الطريق الغربي للخروج من لندن، ولكن تم تحويل حظوظها في القرن التاسع عشر. ومع ذلك، كانت المنطقة هدفا لعدة جرائم بارزة.
- في سبتمبر وأكتوبر 1975، حدث حصار منزل السباغيتي.
- وفي تشرين الثاني/نوفمبر 1975، قُتل مدنيان على يد الجيش الجمهوري الأيرلندي المؤقت في تفجير مطعم والتون.
- في عام 1980، وقع حصار السفارة الإيرانية، الذي استمر عدة أيام. وانتهى الأمر عندما اقتحمت الخدمة الجوية الخاصة المبنى، وعُرض هذا على الهواء مباشرة.
- في عام 1983، قتل ثلاثة متسوقين في عيد الميلاد وثلاثة من ضباط شرطة العاصمة في انفجار سيارة مفخخة للجيش الجمهوري الايرلندي خارج محلات هارودز.[9]
- في عام 1987، كان مركز نايتسبريدج للودائع الأمنية هدفا لسرقة بقيمة 60 مليون جنيه استرليني.
- في عام 2005، قتلت أخصائية التجميل كلير برنال البالغة من العمر 22 عامًا من قبل صديقها السابق ميشال بيتش في متجر هارفي نيكولز أمام زملائه ومتسوقيه قبل أن يوجه بيتش المسدس إلى نفسه بشكل قاتل. واجتذبت القضية تغطية واسعة في وسائل الإعلام، ومنذ ذلك الحين قادت باتريشيا والدة كلير حملة لمعالجة العيوب في النظام التي سمحت بقتل ابنتها.[10]

تغطي الكاميرات التلفزيونية العديد من المباني السكنية بشكل كبير، كما يعمل بها حراس أمن، وجود الأسوار أو القضبان على نوافذ الطابق السفلي أمر شائع.

## المباني
شمال المنطقة، تقع ثكنات هايد بارك من سلاح الفرسان المنزلية، مع برج مميز من 33 طابق بني من قبل السير باسيل سبنس. ويقع مقر إدارة العائلة المالكة والحماية الدبلوماسية في شارع والتون. وتقع سفارة ليبيا في 15 نايتسبريدج وسفارة فرنسا في رقم 58 وسفارة الكويت في 2 ألبرت غيت، قبالة نايتسبريدج.
على الجانب الديني، يحتوي على الخطابة برومبتون أوراتوري (الكنيسة الكاثوليكية، طريق برومبتون) وكنيسة الثالوث المقدس مجلس الأمة وراءه وكنيسة يسوع المسيح قديس الأيام الأخيرة في طريق اكسيبشن الكنيسة الأرثوذكسية الروسية في حدائق إينيسمور وكنيسة سانت كولومبا في اسكتلندا، شارع بونت، ودويتشه إيفانجليش كريستورش. كنيسة القديس المخلص السابق، التي صممها جورج باسفي، هي الآن منزل خاص.
وتجدر الإشارة إلى أن اثنين من مباني لندن الأربعة من مدرسة هيل هاوس تقع هنا في حدائق كادوغان وهانز بليس.

## المواصلات
تأخذ نايتسبريدج اسمها من الطريق الذي يمتد على طول الجانب الجنوبي من هايد بارك، غربًا من هايد بارك كورنر، الذي يمتد عبر مدينة وستمنستر والأحياء الملكية في كنسينغتون وتشيلسي. حتى طريق برومبتون، هي جزء من الطريق الشرياني A4، في حين أن الباقي هو جزء من الطريق A315. غرب حدائق روتلاند، يصبح الطريق طريق كنسينغتون.
تخدم المنطقة من قبل محطة نايتسبريدج على خط بيكاديلي، ومحطة سلوان سكوير على سيركل لاين وديسترت لاين. أغلقت محطة طريق برومبتون في عام 1934.

## الثقافة الشعبية
يشار إلى نايتسبريدج في أغنية رولينج ستونز «العب بالنار»، التي صدرت عام 1965. وتستخدم نايتسبريدج كمؤشر على امتياز الشخصية.
تمت الإشارة إلى نايتسبريدج في رواية «نيفيروير» بواسطة نيل غيمان كمكان يحتاج الأبطال إلى عبوره للذهاب إلى السوق العائم التالي. يتم استخدام «نايتسبريدج» كاستعارة للليل ومخاطرها التي يتعين عليهم المرور من خلالها.
في فيلم الأجنبي لعام 2017، نايتسبريدج هو موقع قنبلة مفخخة تحرّك المؤامرة.

## وصلات خارجية
- The Knightsbridge Association
- Knightsbridge District Residence - Photo Gallery
- Knightsbridge area guide